# 雷神之锤II
《雷神之锤II》是id Software于1997年冬发布的一款划时代的第一人稱射擊遊戲作品。这个游戏是id Software在其创始人之一、著名游戏策划设计师约翰·罗梅洛离开后发布的第一个游戏。游戏的引擎被约翰·卡马克完全重写，達到了第一代游戏无法比拟的效果，并且首次展示彩色光影效果，使得游戏中的物体在反射光影时候能展现出不同样的色彩效果。
《雷神之锤II》的关卡设计是由id Software的新任地图设计师提姆·威利兹（Tim Willits）完成，展现了与《雷神之锤》完全不同的风格。单人游戏中充满了陷阱和机会，玩家在享受绚丽效果和屠杀乐趣的同时可以拥有解谜的乐趣。
《雷神之锤II》还发布了针对任天堂64的版本，同样取得了巨大成功。其在Gamespot上面的评分比PC版本还要高出0.2分。

## 剧情
《雷神之锤II》并没有衔接上一代的剧情，而是使用了全新的世界观。在这个世界里，外星种族Strogg向地球发起了进攻。于是地球组织了地球防卫军GDF（Global Defense Force）进行反击。防卫军组织了“外星领主行动”（Operative Alien Overlord），尝试进攻Strogg的母星Stroggos，并一举消灭Strogg势力来保卫地球。
防卫军突破了Strogg的行星外防线，并对Stroggos投下了大量空降艇来进行登陆作战。然而Stroggos有一门“巨炮”（Big Gun）。巨炮发射了一个强大的电磁脉冲，令绝大多数的空降艇坠毁。很多陆战队员战死，剩余的大部分都被俘。本作的主角Bitterman幸存了下来并成功登陆，开始对Stroggos发起进攻。
最终在玩家的操控下，Bitterman破坏了行星防御系统（即巨炮），摧毁了连接地球与Stroggos的传送门（一个黑洞），并最终杀死了Strogg的领主Makron。